# Rhodiola serrata
Rhodiola serrata är en fetbladsväxtart som beskrevs av Hideaki Ohba. Rhodiola serrata ingår i släktet rosenrötter, och familjen fetbladsväxter. Inga underarter finns listade i Catalogue of Life.